# 釉薬
釉薬（ゆうやく、うわぐすり、釉、上薬、英語: glaze）は、陶磁器や琺瑯の表面をおおっているガラス質の部分である。陶磁器などを製作する際、粘土などを成形した器の表面に薬品をかけて生成する。粘土や灰などを水に懸濁させた液体が用いられる。

## 歴史
釉薬は釉薬に適した材料の発見と、焼成時に必要な温度が釉薬によって異なるために歴史的にかなり遅い時代に出現した発明であった。釉薬が初めて使用したとされるのは紀元前四千年ごろに石材に使用した痕跡が見られ、加えて古代エジプトのフィイアンス焼き（胎土は粘土質ではなくソフトペースト質）は焼成過程で自己的に釉薬に似た被膜を形成する自己型釉薬 (self-glazing) として釉薬が発見されている。陶磁器に対しての純粋に釉薬を施釉したとされる時期は紀元前1500年頃にガラスが発明されてから中東やエジプトにおいて灰釉を含むアルカリ釉が使用され始め、中国大陸では長石の粉末を下塗りとしての使用が起源である。鉛釉は紀元前100年頃までに旧世界間で普及していった。
施釉レンガの使用は紀元前13世紀頃にエラムのチョガ・ザンビールの寺院に使用した頃まで遡る。1049年、中国祥符区に建造された開宝寺塔に使用された施釉レンガは後に使用した事例としてよく知られている。
鉛釉土器は中国大陸で戦国時代（前475 – 前221）に製造が始まり、漢時代に発展したと考えられている。高火度釉製の原始青磁の炻器は施釉土器より早い殷（前1600 – 前1046）の時代から製造されている。
日本では古墳時代に須恵器に対して緑を基調とする天然灰釉薬を用いた装飾がなされていた。仏教が伝来した552年から奈良時代が終焉した794年まで、異なった色調の釉薬が大陸から伝来した。この期間に唐では3つの色調の釉薬が製造されていたが、時代が進むにつれ廃れていったため、現在は当時使用していた釉薬の色合いや化学的構造は不明である。しかしながら歴史的に天然灰釉は唐各地で一般的に使用されていた釉薬であった。
13世紀、上絵付において赤、青、緑、黄、黒で描かれた花の装飾が見られるようになった。上絵付は陶磁器に自由に装飾を行えるので主流の技法となった。
8世紀から、釉薬を施した陶器の使用がイスラム美術やイスラームの陶芸において流行し始め、一般的に精巧な陶器が製作されるようになった。錫不透明釉はイスラーム陶器によって発明された最古の技術の一つであった。最初期のイスラームの不透明釉は8世紀頃からバスラで青色彩文土器として見られるようになった。釉薬の発展においてもう一つの重要な貢献事例は9世紀にイラクで発明された炻器である。イスラム世界において陶磁器の発展拠点となった都市は他にもフスタート (975 - 1075)、ダマスカス (1100 - 1600s)、タブリーズ (1470 - 1550) が挙げられる。

## 陶磁器
粘土でつくった器をそのまま焼いたものは「素焼き」と呼ばれ、表面が粗く、材質の異なる粘土を選ぶ以外には色を選ぶことが出来ない上、水を吸収しやすく用途が限定される。素焼きした陶器の表面に釉薬を釉掛け（くすりがけ、釉薬を付けること）して焼くと、表面をガラス質が覆い、小孔をふさぐために耐水性が増す。
また、ガラス質特有の光沢を得ることができ、様々な色や模様も得られる。これは、釉薬の中の長石が焼成時に溶け出してガラス質を形成し、金属成分が熱による化学変化を起こして色を付けるためである。
釉薬を絵具のように用い素焼きの陶磁器に模様を付ける（絵付けと呼ばれる）。昔は、粘土を水で溶いたものに木灰・わら灰を加えたもので、灰や粘土の中に含まれる金属成分によって色が付いていた。
近代以後、釉薬の効果や発色メカニズムの解明も進み、所要の成分を適比に調合して明瞭・安定した彩色が可能になった合成釉薬が工業量産では主用されるようになった。望む色を付けるためや色むらを防ぐため、釉薬にあらかじめ金属成分を溶かし入れることも行われる。中には金属成分に人体に影響を与える鉛やカドミウムを含むものもあり、焼成温度を下げるなど製法次第では成分が溶出して問題になることもある。
一方、美術・芸術の陶芸では、古伝の名品にある、合成釉では逆に得がたい微妙な色彩や偶然によるゆらぎを求めて天然釉を使い続ける者も多い。木灰については、薪ストーブ・薪を使った焼成窯などから比較的簡単に得られる。わらについては、需要の減少に伴って流通も減っており、入手に手間がかかる状況になっている。このため、陶芸家の中には、農家と契約し安定的にわらを供給してもらっている者もいる。このような手間をかけて自己で灰から釉薬を作るのは陶芸家のこだわりそのものといえるが、分業化の進行とともに一般的でなくなってきている。
衛生陶器メーカーではセフィオンテクトのような汚れが付きにくい釉薬や加工法の開発を行っている。

## 主な種類
灰釉草木の灰を主原料とし、長石、珪石などを配合した高温用の釉薬。灰釉を基にして配合したものに青磁釉、ワラ灰釉などがある。
鉛釉古代メソポタミアから見られる鉛を用いた釉薬。
透明釉石灰釉など透明度の高い無色の釉薬の総称。染付磁器などに用いられる。
緑釉透明釉に3-5パーセントの酸化銅を加えたもの。三彩などで使われる低温用と、織部釉のような高温用がある。
鉄釉鉄分を呈色剤とする高火度用釉薬の総称。代表的な釉には飴釉、黒釉、天目釉などがある。
錫釉鉛釉に酸化スズを添加して白濁色にした釉薬。酸化スズを混ぜることで乳化され装飾の色彩が豊かに表現できる。
塩釉13世紀にドイツのライン地方で始まり、ヨーロッパ各地へ製法が伝わった。ナトリウムがケイ素と反応してガラス皮膜を作るが、特殊な窯や有害な塩素ガスが発生するなどで製造所は限られる。

## 琺瑯
陶磁器と同じように釉薬を塗って焼成するものに琺瑯（ほうろう）がある。琺瑯は陶磁器と違い、下地に金属を使用している。また、陶器が保水性の確保のために施釉（“せゆう”と読む。釉薬を塗る、または釉薬に漬けること）するのに対し、これらの場合は主に金属の酸化を防ぐために行われている。
琺瑯の多くは、実用的な鍋や漬け物樽等に使用されており、軽いことなどから多くの家庭で使用されているが、琺瑯は衝撃などで釉が剥がれ落ちることがあり、扱いには十分注意を払わないといけない。
琺瑯特性の光沢や色合いを生かして、金属に繊細な絵付けを施し焼成したものも存在している。これは、七宝（しっぽう）と呼ばれるもので、実用的な使われ方よりも、女性のアクセサリーや、男性のネクタイピンなどの装飾品として使用されることが多い。七宝の釉薬は、主に珪石や硝石などの粉末に、出したい色に応じて、二酸化マンガン、酸化銅、重クロム酸カリ、酸化コバルトなどの金属を加えて作る。